# نوی‌اشتات (هسن)
شهر نوی‌اشتات (به آلمانی: Neustadt) در ایالت هسن در کشور آلمان واقع شده‌است.